# Fasano
Fasano város (közigazgatásilag comune) Olaszország Puglia régiójában, Brindisi megyében.

## Fekvése
A település egy hagyományosan olívatermesztő vidéken fekszik Brindisitől északnyugatra. Fasanóhoz tartoznak Laureto és Canale di Pirro frazionék, melyek lakosai borászattal foglalkoznak.

## Története
Fasanót 1088-ban alapították a közeli Gnathia lakosai, akik a folyamatos szaracén kalóztámadások elől a Salento magasabb vidékén kerestek menedéket. A 14. században a Máltai Lovagrend feuduma lett. A település lakossága 1678. június 2-án hősiesen ellenállt a támadó török kalózoknak. Erről az eseményről a lakosság ma is megemlékezik nagyszabású ünnepségek keretén belül. Fasano a 19. század elején lett önálló község, amikor a Nápolyi Királyságban felszámolták a feudalizmust.

## Népessége
A lakosság számának alakulása:

## Főbb látnivalói
A kisvároshoz tartozik Selva di Fasano, mely egy többnyire villákból, trulli-stílusú házakból álló kis település. Itt található a Fasanolandia szafaripark, az első hasonló jellegű intézmény Európában.